# Cornélius 1er
 (juin 2023).
La mise en forme du texte ne suit pas les recommandations de Wikipédia : il faut le « wikifier ».
Les points d'amélioration suivants sont les cas les plus fréquents. Le détail des points à revoir est peut-être précisé sur la page de discussion.
- Les titres sont pré-formatés par le logiciel. Ils ne sont ni en capitales, ni en gras.
- Le texte ne doit pas être écrit en capitales (les noms de famille non plus), ni en gras, ni en italique, ni en « petit »…
- Le gras n'est utilisé que pour surligner le titre de l'article dans l'introduction, une seule fois.
- L'italique est rarement utilisé : mots en langue étrangère, titres d'œuvres, noms de bateaux, etc.
- Les citations ne sont pas en italique mais en corps de texte normal. Elles sont entourées par des guillemets français : « et ».
- Les listes à puces sont à éviter, des paragraphes rédigés étant largement préférés. Les tableaux sont à réserver à la présentation de données structurées (résultats, etc.).
- Les appels de note de bas de page (petits chiffres en exposant, introduits par l'outil «  Source ») sont à placer entre la fin de phrase et le point final[comme ça].
- Les liens internes (vers d'autres articles de Wikipédia) sont à choisir avec parcimonie. Créez des liens vers des articles approfondissant le sujet. Les termes génériques sans rapport avec le sujet sont à éviter, ainsi que les répétitions de liens vers un même terme.
- Les liens externes sont à placer uniquement dans une section « Liens externes », à la fin de l'article. Ces liens sont à choisir avec parcimonie suivant les règles définies. Si un lien sert de source à l'article, son insertion dans le texte est à faire par les notes de bas de page.
- La présentation des références doit suivre les conventions bibliographiques. Il est recommandé d'utiliser les modèles {{Ouvrage}}, {{Chapitre}}, {{Article}}, {{Lien web}} et/ou {{Bibliographie}}. Le mode d'édition visuel peut mettre en forme automatiquement les références.
- Insérer une infobox (cadre d'informations à droite) n'est pas obligatoire pour parachever la mise en page.

Pour une aide détaillée, merci de consulter Aide:Wikification.
Si vous pensez que ces points ont été résolus, vous pouvez retirer ce bandeau et améliorer la mise en forme d'un autre article.

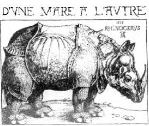
Image utilisée par le Parti Rhinocéros.

Cornélius 1er (mort le 3 avril 2013) était un rhinocéros noir au zoo de Granby à Granby, Québec, Canada. Le nom « Cornélius » est un calembour, car les rhinocéros sont connus pour leurs cornes.

## Candidature politique
Cornélius fut nommé chef nominal du Parti Rhinocéros du Canada, de 1965 à 1993. Le parti a attiré un nombre considérable de voix aux élections canadiennes de 1979, 1980 et 1984, arrivant même parfois en deuxième place dans certaines circonscriptions, mais n'a jamais eu de candidat élu à la Chambre des communes du Canada.
Le Parti a été inspiré par Cacareco, un rhinocéros du zoo de São Paulo au Brésil, qui était candidat aux élections municipales de 1958 avec l'intention de protester contre la corruption politique. Les responsables électoraux n'ont pas accepté la candidature de Cacareco, mais il a finalement remporté 100 000 voix, plus que tout autre parti lors de cette même élection (qui a également été marquée par un absentéisme rampant). Aujourd'hui, le terme « Voto Cacareco » (vote Cacareco) est couramment utilisé pour décrire les votes de protestation au Brésil.
Lors de l'élection fédérale canadienne de 1984, le parti a fait une grande partie de son programme politique en déclarant la guerre à la Belgique parce qu'un personnage de bande dessinée belge, Tintin, a tué un rhinocéros dans l'une des premières œuvres de la série de bandes dessinées. Le parti a proposé d'annuler la guerre belgo-canadienne menacée si la Belgique livrait une caisse de moules et une caisse de bière belge à Rhinoceros Hindquarters à Montréal (l'ambassade de Belgique à Ottawa l'a accepté).

## États-Unis
Le zoo de Granby a fini par échanger Cornélius au zoo de San Diego contre une girafe. Le zoo de San Diego l'a prêté au zoo de Caldwell, où il a engendré une progéniture le 6 janvier 2003.

## Mort
Cornélius est mort le 3 avril 2013 au zoo de Caldwell. Un reportage indique qu'il « souffrait d'une pneumonie et que la tuberculose mycobacterium (Bacille de Koch) avait touché ses poumons ».